# Especificação de processos
Especificação de processos é a descrição do que ocorre dentro de cada bolha primitiva do nível mais baixo de um DFD (Diagrama de Fluxo de Dados), pode ser chamada de mini especificações.
O objetivo é definir o que deve ser feito para transformar entradas em saídas. É uma descrição detalhada, mas concisa da realização de processos pelos utilizadores.